# IC 3873
IC 3873 је спирална галаксија у сазвјежђу Береникина коса која се налази на листи објеката дубоког неба у Индекс каталогу.
Деклинација објекта је + 18° 52' 57" а ректасцензија 12h 54m 31,6s. Привидна величина (магнитуда) објекта IC 3873 износи 15,7 а фотографска магнитуда 16,5. IC 3873 је још познат и под ознакама Reiz 2985, PGC 1573410.